# Alephformel
Alephformeln sind mathematische Formeln der Kardinalzahlarithmetik und als solche Lehrsätze des mathematischen Teilgebiets der Mengenlehre. Bedeutende Alephformeln sind nicht zuletzt mit den Namen der Mathematiker Gerhard Hessenberg, Felix Hausdorff und Felix Bernstein verbunden.
Der Terminus Alephformel(n) wird vor allem von Arnold Oberschelp und Dieter Klaua in ihren jeweiligen Monographien Allgemeine Mengenlehre benutzt, wobei Oberschelp mit diesem Terminus explizit die von Hessenberg im Jahre 1906 vorgelegte Formel (s. u.) meint.

## Hessenbergs Formel
Die von Hessenberg im Jahre 1906 vorgelegte Formel – die auch als Satz von Hessenberg zitiert wird – ist von grundlegender Bedeutung für die gesamte Kardinalzahlarithmetik. Sie lässt sich folgendermaßen angeben:
Für jede Ordinalzahl {\displaystyle \alpha } gilt
{\displaystyle {\aleph _{\alpha }}^{2}\,=\,\aleph _{\alpha }}.

### Folgerungen
Die hessenbergsche Formel zieht eine Reihe von weiteren Alephformeln nach sich.
I
Für je zwei Ordinalzahlen {\displaystyle \alpha } und {\displaystyle \beta } gilt die hessenbergsche Gleichung
{\displaystyle \aleph _{\alpha }+\aleph _{\beta }\,=\,\aleph _{\alpha }\cdot \aleph _{\beta }\,=\,\aleph _{\max(\alpha \,,\,\beta )}\,=\,\max(\aleph _{\alpha }\,,\,\aleph _{\beta })}.
II
Unter Anwendung der hessenbergschen Gleichung ergibt sich auch die von Felix Bernstein vorgelegte bernsteinsche Formel:
Für je zwei Ordinalzahlen {\displaystyle \alpha } und {\displaystyle \beta } mit {\displaystyle \alpha \leq \beta +1} gilt
{\displaystyle 2^{\aleph _{\beta }}\,=\,{\aleph _{\alpha }}^{\aleph _{\beta }}}.
III
Felix Bernstein hat eine weitere Alephformel geliefert, die bei Klaua auch als bernsteinscher Alephsatz bezeichnet wird und die auf Bernsteins Publikation aus dem Jahre 1905 zurückgeht:
Für jede Ordinalzahl {\displaystyle \beta } und alle natürlichen Zahlen {\displaystyle n} gilt
{\displaystyle \aleph _{n}^{\aleph _{\beta }}\,=\,2^{\aleph _{\beta }}\cdot \aleph _{n}}.

## Formel von Hausdorff
Weitergehend als der bernsteinsche Alephsatz ist ein Satz, der von Felix Hausdorff im Jahre 1904 bewiesen wurde und in dem er die bekannte hausdorffsche Rekursionsformel (englisch Hausdorff recursion formula) formuliert:
Für je zwei Ordinalzahlen {\displaystyle \alpha } und {\displaystyle \beta } und alle natürlichen Zahlen {\displaystyle n} gilt
{\displaystyle \aleph _{\alpha +n}^{\aleph _{\beta }}\,=\,\aleph _{\alpha }^{\aleph _{\beta }}\cdot \aleph _{\alpha +n}}.
Insbesondere gilt für jede Ordinalzahl {\displaystyle \alpha >1}, die keine Limeszahl ist, und jede Ordinalzahl {\displaystyle \beta } die Formel
{\displaystyle \aleph _{\alpha }^{\aleph _{\beta }}\,=\,\aleph _{\alpha -1}^{\aleph _{\beta }}\cdot \aleph _{\alpha }}.

## Verwandte Formeln
Jenseits der oben dargestellten klassischen Alephformeln gibt es eine Anzahl von verwandten Formeln, welche die Alephs in einen weiteren Kontext stellen.

### Formel von König
Im Jahre 1904 bewies Julius König eine Formel, welche die bekannte Ungleichung {\displaystyle \aleph _{\alpha }\,<\,2^{\aleph _{\alpha }}} verschärft und die zugleich für die Alephs eine obere Abschätzung mittels Konfinalitäten liefert. Diese Formel, die auf dem Satz von König beruht, besagt nämlich:
Für jede Ordinalzahl {\displaystyle \alpha } gilt die Ungleichung
{\displaystyle \aleph _{\alpha }\,<\,\operatorname {cf} {\bigl (}2^{\aleph _{\alpha }}{\bigr )}}.

### Bezug zur Kontinuumshypothese
Auch die von Hausdorff im Jahre 1908 formulierte Verallgemeinerte Kontinuumshypothese (GCH) lässt sich als Alephformel verstehen. Man spricht daher auch von der Alephhypothese (AH). Diese besagt nämlich:
Für jede Ordinalzahl {\displaystyle \alpha } gilt die Gleichung
{\displaystyle 2^{\aleph _{\alpha }}\,=\,{\aleph _{\alpha +1}}}.
Hierzu hat man die folgenden Formeln:
I
Unter Annahme der Verallgemeinerten Kontinuumshypothese (GCH) gilt für Ordinalzahlen {\displaystyle \alpha } und {\displaystyle \beta } im Falle, dass {\displaystyle \aleph _{\alpha }} regulär ist:
{\displaystyle \aleph _{\alpha }^{\aleph _{\beta }}\,=\,\aleph _{\alpha }}, falls {\displaystyle \beta <\alpha }
{\displaystyle \aleph _{\alpha }^{\aleph _{\beta }}\,=\,\aleph _{\beta +1}}, falls {\displaystyle \beta \geq \alpha }
II
Unter Annahme der Verallgemeinerten Kontinuumshypothese (GCH) gilt für Ordinalzahlen {\displaystyle \alpha } und {\displaystyle \beta } im Falle, dass {\displaystyle \aleph _{\alpha }}singulär ist:
{\displaystyle \aleph _{\alpha }^{\aleph _{\beta }}\,=\,\aleph _{\alpha }}, falls {\displaystyle \aleph _{\beta }<\operatorname {cf} {\bigl (}\aleph _{\alpha }{\bigr )}}
{\displaystyle \aleph _{\alpha }^{\aleph _{\beta }}\,=\,\aleph _{\alpha +1}}, falls {\displaystyle \operatorname {cf} {\bigl (}\aleph _{\alpha }{\bigr )}\leq \aleph _{\beta }\leq \aleph _{\alpha }}
{\displaystyle \aleph _{\alpha }^{\aleph _{\beta }}\,=\,\aleph _{\beta +1}}, falls {\displaystyle \aleph _{\beta }\geq \aleph _{\alpha }}

## Erläuterungen und Anmerkungen
- Die Alephs sind als Ordinalzahlen dadurch gekennzeichnet, dass sie unendlich und – in Bezug auf die auf der Ordinalzahlenklasse {\displaystyle On} gegebene Wohlordnungsrelation – mit keiner echt kleineren Ordinalzahl gleichmächtig sind.[31]
- Dieter Klaua definiert in seiner Allgemeine Mengenlehre nicht explizit, was er unter Alephformeln versteht. Aus dem Kontext wird jedoch klar, was gemeint ist.
- Die Formel von Hessenberg umfasst (offenbar) den schon von Georg Cantor mit Hilfe seiner Paarungsfunktion bewiesenen Satz, demzufolge {\displaystyle {\mathbb {N} }_{0}\times {\mathbb {N} }_{0}} und {\displaystyle {\mathbb {N} }_{0}} gleichmächtige Mengen sind.
- Die Formel von Hessenberg wurde im Jahre 1908 von Philip Jourdain wiederentdeckt.[32]
- Der Terminus Alephhypothese geht auf Felix Hausdorff und dessen Arbeit aus dem Jahre 1908 zurück. Hausdorff benutzt dort sogar den Terminus Cantorsche Alefhypothese.[33]
- Einige Autoren –  wie Walter Felscher in Naive Mengen und abstrakte Zahlen III – unterscheiden zwischen der Verallgemeinerten Kontinuumshypothese (GCH) und der Alephhypothese (AH).[34] Laut Felscher gilt dabei: „In einer Mengenlehre mit Fundierungsaxiom sind (GCH) und (AH) äquivalent; in jedem Falle folgt aus (GCH) auch (AH).“[35] Wie Ulrich Felgner in 1971 zeigte, sind die Verallgemeinerte Kontinuumshypothese (GCH) und die Alephhypothese (AH) in einer Mengenlehre ohne Auswahlaxiom und ohne Fundierungsaxiom nicht miteinander äquivalent.[36]